# Elias Rudolf Camerarius
Elias Rudolf Camerarius, também Camerer (Tübingen, 7 de maio de 1641 - Tübingen, 7 de junho de 1695) foi um médico alemão.
Filho do médico e farmacêutico em Tübingen Johann Rudolf Camerarius (1618–1675) e Agnes, nascida Schön, filha do farmacêutico Elias Schön.
Em setembro de 1652 matriculou-se na Universidade de Tübingen. Após obter um doutorado em 1663, lecionou medicina durante anos e também clinicou. Em 28 de novembro de 1668 foi admitido com o apelido Hector I. como membro (Matrikel-Nr. 32) da Academia Naturae Curiosorum, a atual Academia Leopoldina.
Com sua mulher Regina Barbara (1643–1697) teve os filhos Rudolf Jakob Camerarius e Elias Camerarius, que foram também médicos.